# Rheinwald
Rheinwald es una comuna suiza del cantón de los Grisones, ubicada en la región de Viamala. Surgió el 1 de enero de 2019 tras la fusión de las antiguas comunas de Hinterrhein, Nufenen y Splügen.